# Laena honba
Laena honba (лат.) — вид жуков-чернотелок рода Laena из подсемейства мохнатки (Lagriinae, Tenebrionidae). Юго-Восточная Азия. Название вида происходит от имени природного резервата Hon Ba Nature Reserve, где найден голотип.

## Распространение
Юго-Восточная Азия: Вьетнам, провинция Кханьхоа, уезд Cam Lâm (Suoi Cat, Hon Ba NR; 1350—1550 м).

## Описание
Мелкие бескрылые жуки-чернотелки, длина тела около 3 мм, спинная поверхность темно-коричневая без металлического отблеска. Laena honba характеризуется небольшим размером тела и блестящей поверхностью, круглым переднеспинкой с разделёнными крупными и голыми пунктурами, боковыми краями переднеспинки, округлыми надкрыльями с равномерными рядами крупных и голых точек и невооруженными бёдрами. Вид L. kresli Schawaller, 2014 из Лаоса несколько похож, но имеет надкрылья с нерегулярными точками, не расположенными рядами и интервалами, а вершина эдеагуса короче. Вид был впервые описан в 2023 году немецкими колеоптерологами Вольфгангом Шваллером (Dr. Wolfgang Schawaller) и Aron Bellersheim (Staatliches Museum für Naturkunde, Штутгарт, Германия).